# Linia de succesiune la tronul din Luxemburg
Din anul 2011, pentru succesiunea la coroana ducatului de Luxemburg se aplică sistemul primogeniturii absolute pentru descendenții Marelui Duce Henric, și sistemul primogeniturii agnatice pentru celelalte persoane aflate în ordinea succesiunii.

## Ordinea succesiunii
- Marea Ducesă Charlotte de Luxemburg (1896-1985)
  -  Marele Duce Jean de Luxemburg (1921-2019)
    -  Marele Duce Henric de Luxemburg (n. 1955)
      - (1) Prințul Guillaume, Mare Duce Ereditar de Luxemburg (n. 1981)
      - (2) Prințul Félix de Luxemburg (n. 1984)
        - (3) Prințesa Amalia de Nassau (n. 2014)
        - (4) Prințul Liam de Nassau (n. 2016)

      - (5) Prințesa Alexandra de Luxemburg (n. 1991)
      - (6) Prințul Sébastien de Luxemburg (n. 1992)

    - (7) Prințul Guillaume de Luxemburg (n. 1963)
      - (8)  Prințul Paul Louis de Nassau (n. 1998)
      - (9) Prințul Léopold de Nassau (n. 2000)
      - (10) Prințul Jean André de Nassau (n. 2004)

  -  Prințul Carol de Luxemburg (1927-1977)
    - (11) Prințul Robert (n. 1968)
      - (12) Prințul Alexandre de Nassau (n. 1997)